# لگد/کویتسوبل
لگد/کویتسوبل (به آلمانی: Legde/Quitzöbel) یک شهر در آلمان است که در پریگنیتس واقع شده‌است. لگد/کویتسوبل ۷۰۶ نفر جمعیت دارد.